# The Hullaballoos
The Hullaballoos was een Britse beat-rockband uit de tijd van de Britse invasie in de jaren 1960. Ze zijn vooral bekend om hun cover uit 1965 van I'm Gonna Love You Too van Buddy Holly.

## Bezetting
- Ricky Knight (leadzanger, ritmegitaar)
- Andrew Wooten (leadgitaar)
- Geoffrey Mortimer (basgitaar)
- Harry Dunn (drums)
- Mick Wayne (zang, gitaar) verving in 1965 Ricky Knight

## Carrière
The Hullaballoos werden geformeerd in augustus 1964, maar werkten al meer dan drie jaar in het Verenigd Koninkrijk onder de naam Ricky Knight & the Crusaders. Ze zijn niet vernoemd naar het Amerikaanse televisieprogramma Hullabaloo. Hun naam kwam van de stad Hull, waar ze vandaan kwamen. De band bestond uit Geoffrey Mortimer (basgitaar en harmonieën, geboren 1945), Harry Dunn (drums en harmonieën, geboren december 1947, Kingston upon Hull), Ricky Knight (zanger en slaggitaar, geboren Ronald Mitchell, 1944) en Andy Woonton (leadgitaar en harmonieën, geboren Andrew Charles Wooton, 19 juli 1943, Londen). Ze zongen allemaal samenzang.
Het uiterlijk van de band (met lang geverfd blond haar) en de muziek werden samengesteld door Luigi Creatore en Hugo Peretti van Roulette Records om te profiteren van de populariteit in de Verenigde Staten van Britse invasiebands. Ze stonden in de Verenigde Staten onder contract bij Roulette Records, maar hun Britse platen verschenen bij Columbia Records. Ze hadden tal van tv-optredens, met name in de Hullabaloo-show. Ze namen de twee albums England's Newest Singing Sensations en On Hullabaloo (beide 1965) op. Beide albums zijn nu verkrijgbaar op één cd.
Hun muziek deed denken aan Buddy Holly. De band splitste zich snel nadat ze begonnen waren. Knight vertrok als eerste en werd korte tijd vervangen door Mick Wayne (geboren Michael Wayne, 1945, Kingston upon Hull - overleden 24 juni 1994), maar de band ging definitief uit elkaar in 1966. In mei 2010 kwamen de oorspronkelijke leden Knight, Dunn en Woonton weer bij elkaar voor een eenmalig concert. Mortimer was verhinderd.

## Overlijden
Op 17 december 2016 overleed Geoffrey Mortimer op 71-jarige leeftijd aan kanker. Op 27 augustus 2017 overleed Harry Dunn aan een onbekende ziekte.

## Discografie

### Singles
- 1965: I'm Gonna Love You Too
- 1965: Did You Ever

### Albums
- 1965: The Hullaballoos
- 1965: On Hullaballoo
- 1965: England's Newest Singing Sensation
- 2004: Did You Ever (compilatie)
- 2004: I'm Gonna Love You Too (compilatie)